# Anna Gunn
Anna Gunn (Santa Fé, 11 de Agosto de 1968) é uma atriz norte-americana, mais famosa por interpretar Skyler White na série de televisão Breaking Bad, tendo vencido um Prémios Emmy do Primetime por melhor atriz coadjuvante em série dramática em 2013 e 2014.

## Vida
Gunn nasceu em Santa Fé, Novo México, e se formou na Universidade Northwestern em 1990.

## Carreira
Gunn é conhecida por interpretar Skyler White na série de televisão Breaking Bad, estrelada por Bryan Cranston. Em 2012 e 2013, foi nomeada para o Primetime Emmy Award de melhor atriz coadjuvante em série dramática pela sua performance na série, tendo vencido em 2013. Em Agosto de 2013, ela escreveu um artigo de opinião para o The New York Times examinando a antipatia pública voltada para sua personagem.
Gunn desempenhou um papel recorrente como a assistente de promotoria Jean Ward na série The Practice, de 1997 a 2002, e interpretou Martha Bullock na série Deadwood da HBO, de 2005 a 2006. Teve uma aparição em Seinfeld no episódio "The Glasses", e na série dramática Six Feet Under no episódio "Parallel Play", e na primeira temporada de Murder One.
Gunn providenciou a voz de Ariel na série de jogos eletrônicos Legacy of Kain. Ela também apareceu em Quantum Leap episódio "The Play's The Thing". Em 2001, ele desempenhou um papel no telefilme Secrets of Eden do canal Lifetime, juntamente com John Stamos. Seus outros créditos em filmes incluem: Without Evidence, Enemy of the State, Treading Water, Twelve Mile Road, e Red State.
Em fevereiro de 2013, o canal Bravo anunciou que Gunn iria estrelar o episódio piloto de uma série dramática com episódios de uma hora de duração, chamada Rita, baseada em uma série de televisão Dinamarquesa sobre uma professora de escola particular que também é mãe. O piloto estava sendo escrito por Krista Vernoff e dirigido por Miguel Arteta.

## Vida Pessoal
Gunn e seu ex-marido, ator e corretor de imóveis Alastair Duncan, têm duas filhas, Eila Rose e Emma.

## Filmografia

### Filmes
| Ano  | Título                                   | Papel                         | Notas          |
| ---- | ---------------------------------------- | ----------------------------- | -------------- |
| 1992 | Indecency                                | Celeste                       | Telefilme      |
| 1994 | French Intensive                         | Rachel                        | Curta-metragem |
| 1994 | Moment of Truth: Caught in the Crossfire | Agt. Alex King                | Telefilme      |
| 1994 | Junior                                   | Casitas Madres Receptionist   |                |
| 1995 | Without Evidence                         | Liz Godlove                   |                |
| 1995 | If Someone Had Known                     | Officer Linda Reed            |                |
| 1997 | Santa Fe                                 | Jane                          |                |
| 1998 | Enemy of the State                       | Emily Reynolds                |                |
| 2000 | Lost Souls                               | Sally Prescott                |                |
| 2001 | Nobody's Baby                            | Stormy                        |                |
| 2002 | Treading Water                           | The Actress                   |                |
| 2003 | 12 Mile Road                             | Leah                          | Telefilme      |
| 2011 | Red State                                | Travis' Mother                |                |
| 2012 | Little Red Wagon                         | Laurie Bonner                 |                |
| 2012 | Secrets of Eden                          | Detective Catherine Benincasa | Telefilme      |
| 2012 | Sassy Pants                              | June Pruitt                   |                |
| 2016 | Sully                                    | Dr. Elizabeth Davis           |                |

### Televisão
| Ano       | Título              | Papel                 | Notas                                                                 |
| --------- | ------------------- | --------------------- | --------------------------------------------------------------------- |
| 1992      | Quantum Leap        | Liz                   | Episódio: "The Play's the Thing"                                      |
| 1992–1993 | Down the Shore      | Arden                 | 29 episódios                                                          |
| 1993      | Seinfeld            | Amy                   | Episódio: "The Glasses"                                               |
| 1994      | Missing Persons     | Ellie Keogh           | Episódio: "My Beautiful Son Is O.K..."                                |
| 1994      | NYPD Blue           | Kimmy                 | 2 episódios                                                           |
| 1995–1996 | Murder One          | Melissa Griotte       | 3 episódios                                                           |
| 1996      | Chicago Hope        | Megan Stanard         | Episódio: "Sexual Perversity in Chicago Hope"                         |
| 1996      | The Lazarus Man     | The Journal           | Episódio: "The Journal"                                               |
| 1996      | Men Behaving Badly  | Michelle              | Episódio: "Babies Having Babies"                                      |
| 1996      | The Big Easy        | Evie                  | Episódio: "Snake Dance"                                               |
| 1997      | Sleepwalkers        | Angie Gilpin          | Episódio: "Night Terrors"                                             |
| 1997–2002 | The Practice        | Jean Ward             | 10 episódios                                                          |
| 1999      | ER                  | Ekabo's Lawyer        | Episódio: "Point of Origin"                                           |
| 1999      | The Drew Carey Show | Kelly Walker          | Episódio: "Drew's Reunion"                                            |
| 1999      | Judging Amy         | Emily Noble           | Episódio: "Presumed Innocent"                                         |
| 2000      | Bull                | Miss Coyle            | Episódio: "A Beautiful Lie"                                           |
| 2001      | The Guardian        | Meghan Barstow        | 2 episódios                                                           |
| 2002      | Yes, Dear           | Jessica               | Episódio: "Kim's New Nanny"                                           |
| 2003      | Dragnet             | Dr. Louise Nottingham | 2 episódios                                                           |
| 2003      | The O'Keefes        | Phyllis               | Episódio: "Pilot"                                                     |
| 2003      | L.A. Confidential   | (desconhecido)        | Pilot                                                                 |
| 2003      | Wild Card           | Janell Morgan         | Episódio: "The Cheese Stands Alone"                                   |
| 2003      | The Lyon's Den      | Elizabeth Hopper      | Episódio: "Blood"                                                     |
| 2003      | Miss Match          | Maureen Weston        | Episódio: "Kate in Ex-tasy"                                           |
| 2003      | Miracles            | Rebecca Webb          | Episódio: "You Are My Sunshine"                                       |
| 2004      | NYPD 2069           | Natalie Franco        | Pilot                                                                 |
| 2004      | The D.A.            | Shelly Ward           | Episódio: "The People vs. Sergius Kovinsky"                           |
| 2004      | Six Feet Under      | Madeline              | Episódio: "Parallel Play"                                             |
| 2005–2006 | Deadwood            | Martha Bullock        | 24 episódios                                                          |
| 2007      | Boston Legal        | Attorney Susan Bixby  | Episódio: "Nuts"                                                      |
| 2008–2013 | Breaking Bad        | Skyler White          | 61 episódios - 2 Primetime Emmy Awards e 1 Screen Actors Guild Awards |
| 2010      | Law & Order         | Marielle Di Napoli    | Episódio: "Love Eternal"                                              |
| 2010      | Lie to Me           | Jenkins               | Episódio: "Dirty Loyal"                                               |

### Video Games
| Ano  | Título                      | Papel                                         | Notas |
| ---- | --------------------------- | --------------------------------------------- | ----- |
| 1996 | Blood Omen: Legacy of Kain  | Ariel/Azimuth the Planer/DeJoule the Energist | Voz   |
| 1999 | Legacy of Kain: Soul Reaver | Ariel                                         | Voz   |
| 2001 | Soul Reaver 2               | Ariel                                         | Voz   |
| 2003 | Legacy of Kain: Defiance    | Ariel                                         | Voz   |

## Prêmios e nomeações
| Ano  | Cerimônia                         | Categoria                                                      | Trabalho     | Resultado |
| ---- | --------------------------------- | -------------------------------------------------------------- | ------------ | --------- |
| 2007 | Screen Actors Guild Awards        | Melhor Atriz por Performance de um Elenco numa Série Dramática | Deadwood     | Indicado  |
| 2010 | Saturn Awards                     | Melhor Atriz na Televisão                                      | Breaking Bad | Indicado  |
| 2012 | Milan International Film Festival | Melhor Atriz Coadjuvante                                       | Sassy Pants  | Indicado  |
| 2012 | Critics' Choice Television Awards | Best Drama Supporting Actress                                  | Breaking Bad | Indicado  |
| 2012 | Primetime Emmy Awards             | Melhor Atriz Coadjuvante em Série Dramática                    | Breaking Bad | Indicado  |
| 2012 | Screen Actors Guild Awards        | Melhor Atriz por Performance de um Elenco numa Série Dramática | Breaking Bad | Indicado  |
| 2013 | Critics' Choice Television Awards | Melhor Atriz Coadjuvante Dramática                             | Breaking Bad | Indicado  |
| 2013 | Golden Nymph Award                | Melhor Atriz em Série Dramática                                | Breaking Bad | Indicado  |
| 2013 | Saturn Awards                     | Melhor Atriz Coadjuvante na Televisão                          | Breaking Bad | Indicado  |
| 2013 | Screen Actors Guild Awards        | Melhor Atriz por Performance de um Elenco numa Série Dramática | Breaking Bad | Indicado  |
| 2013 | Primetime Emmy Awards             | Melhor Atriz Coadjuvante em Série Dramática                    | Breaking Bad | Venceu    |
| 2014 | Critics' Choice Television Awards | Melhor Atriz Coadjuvante em Série Dramática                    | Breaking Bad | Indicado  |
| 2014 | Primetime Emmy Awards             | Melhor Atriz Coadjuvante em Série Dramática                    | Breaking Bad | Venceu    |
| 2014 | Saturn Awards                     | Melhor Atriz na Televisão                                      | Breaking Bad | Indicado  |
| 2014 | Screen Actors Guild Awards        | Performance de Atriz numa Série Dramática                      | Breaking Bad | Indicado  |
| 2014 | Screen Actors Guild Awards        | Melhor Atriz por Performance de um Elenco numa Série Dramática | Breaking Bad | Venceu    |